# 座間市立相模野小学校
座間市立相模野小学校（ざましりつ さがみのしょうがっこう）は、神奈川県座間市広野台一丁目にある公立小学校。

## 歴史
出典
本校が開校する以前、児童は小田急相模原駅周辺の座間市域である相模台から片道4.7キロ、相武台から片道2.3キロの道のりを徒歩で座間小学校まで通学していた。父兄と自治会の新校設立陳情から開校まで4年の歳月を要した。
- 1962年（昭和37年）
  - 4月1日 - 高座郡座間町立座間第三小学校創立（座間中学校体育館内に併設開校）。
  - 11月19日 - 本館完成により、高座郡座間町座間字元広野5054番地の現在地に移転、新校舎に全児童入校式。
  - 11月25日 - 校舎竣工式、校旗・校歌・三小音頭寄贈、第1回大運動会開催、開校記念日とする。
- 1966年（昭和41年）4月4日 - 相武台歩道橋竣工　※座間町内初の歩道橋[2]。
- 1970年（昭和45年） - 座間町立相武台東小学校が分離独立開校[3]。
- 1971年（昭和46年）11月1日 - 市制施行により座間市立座間第三小学校、所在地表記が座間市座間字元広野5054番地となる。
- 1973年（昭和48年）4月1日 - 座間市立相模野小学校 に校名変更[注釈 1]。
- 1974年（昭和49年）11月1日 - 広野台1丁目・2丁目新設により、座間市広野台1丁目5054番地に所在地表記変更。
- 1976年（昭和51年） - 座間市立相模が丘小学校が分離独立開校[3]。
- 1980年（昭和55年） - 座間市立旭小学校が分離独立開校[3]。
- 1999年（平成11年）9月13日 - 広野台地区住居表示実施につき、所在地表記が座間市広野台一丁目41番1号となる。
- 2011年（平成23年） - 開校50周年[3]。
- 2021年（令和3年）- 開校60周年。

## 学校教育目標
出典
- よく考え すすんでする子
- 元気で明るい子
- 最後までやり抜く子
- 友達となかよく おもいやりのある子

## 通学区域
出典
- 座間市
  - 小松原一丁目
  - 相模が丘四丁目
  - 相模が丘六丁目
  - 相武台一丁目9番7号・12号・14号・18号・10番〜14番
  - 広野台一丁目1番〜32番・36番〜50番
  - 広野台二丁目

## 進学中学校
- 座間市立相模中学校[5]

## アクセス
- 小田急小田原線相武台前駅より、徒歩約1.1km弱・15分[6]。

以下は学校ホームページには記載無いが、アクセス可能。
- 座間市コミュニティバス「ザマフレンド号」「Bコース（小松原・病院経由コース）」と「Cコース（相模が丘コース）」で、「相武台北」停留所下車後、
  - イオンモール座間・相模台方面のりばから、徒歩約380m・約6分。
  - 相武台前駅南口・座間市役所方面のりばから、徒歩約375m・約6分。
  - なお、「ザマフレンド号」は、「相模野小南」停留所も通るが、停留所から学校敷地は近いものの、バス停設置個所とと学校正門の位置関係により、「相武台北」停留所で下車するより、遠回りとなる。
- 小田急小田原線相武台前駅からは、徒歩移動、または「ザマフレンド号」に乗車し、「相武台北」停留所下車後、徒歩。

## 学校周辺
- 座間市立広野プール - 同一敷地内
- 広野台1-2子供広場 - 敷地が隣接。
- 社会福祉法人ひかり福祉会広野台保育園 - 広野台1-2子供広場をはさんで敷地が隣接、かつ進学前保育園。